# زبان اشاره دریایی
زبان اشاره دریایی زبان اشاره‌ای است که توسط ناشنوایان و کم شنوایان در کانادای آتلانتیک استفاده می‌شود. این زبان از زبان اشاره انگلیسی ریشه گرفته‌است.
این زبان رو به مرگ است و استفاده از زبان اشاره آمریکایی در میان ناشنوایان این مناطق روز به روز فراگیرتر می‌شود. شمار گویشوران آن کمتر از ۱۰۰ نفر در سال ۲۰۰۹ برآورد شد.